# Tottenham Outrage

Förstasidan av The Illustrated London News, med Cyrus Cuneos tolkning av spårvagnsjakten.

Tottenham Outrage eller Tottenham-upproret den 23 januari 1909 var ett väpnat rån i Tottenham, norra London, som resulterade i en två timmar lång jakt mellan polis och beväpnade brottslingar över en sträcka på 10 km, med uppskattningsvis 400 skott ammunition som avfyrades av rånarna. Rånet, som bestod av arbetarnas löner från gummifabriken Schnurmann, utfördes av Paul Helfeld och Jacob Lepidus, som var judiska lettiska invandrare. Av de tjugotre offren var två dödliga och flera andra allvarligt skadade, bland dem sju poliser. I slutet av jakten tog de två rånarna livet av sig.
Helfeld och Lepidus var medlemmar i ett lettiskt socialistparti som var ansvarigt för att smuggla revolutionär litteratur till Ryssland. Båda hade bott med Lepidus bror Paul i Paris 1907 när Paul dödades av den för tidigt detonerade bomben han bar för att mörda Frankrikes president, Armand Fallières. De båda flydde från Frankrike till norra London, där de blev medlemmar i en liten grupp lettiska agitatorer. Under en tid före rånet var Helfeld anställd på Schnurmann-fabriken.
Polisens tapperhet och mod under jakten ledde till skapandet av Kungens polismedalj, som tilldelades flera av de inblandade i jakten. En gemensam begravning för de två offren – poliskonstapel William Tyler och Ralph Joscelyne, en tioårig pojke – besöktes av en folkmassa på upp till en halv miljon sörjande, inklusive 2 000 poliser. Händelsen förvärrade avskyn mot invandrare i London, och mycket av pressbevakningen var antisemitisk till sin natur. Detta påverkade den allmänna opinionen efter ytterligare ett väpnat rån utfört av lettiska invandrare i december 1910, vilket resulterade i mordet på tre poliser; händelserna kulminerade i belägringen av Sidney Street.